# Belz (dinastia hassídica)

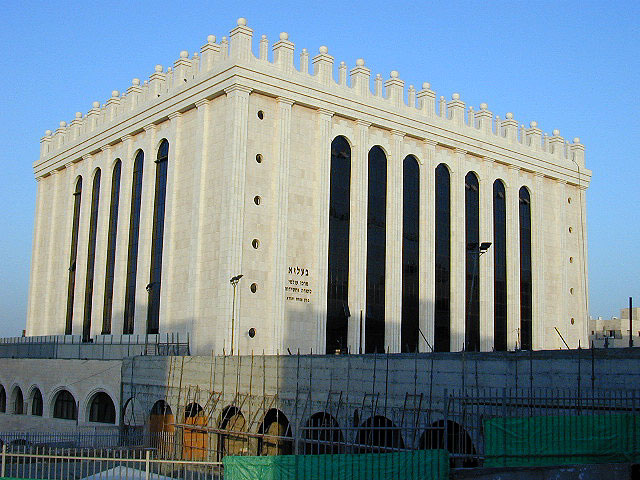
A Grande Sinagoga Belz em Jerusalém.

Belz (em hebraico: בעלז) é uma dinastia hassídica fundada na cidade de Belz, na Ucrânia, perto da fronteira com a Polônia, em um território que antigamente fazia parte da Coroa do Reino da Polônia. A dinastia foi fundada no início do século XIX pelo Rabino Shalom Rokeach, também conhecido como Sar Shalom e foi liderada por seu filho, o Rabino Yehoshua Rokeach, e por seu neto, o Rabino Yissacar Dov, e por seu bisneto, o Rabino Aharon. Aharon liderou a dinastia Belz, pouco antes da invasão nazista da Polônia em 1939. Embora Aharon tenha conseguido escapar da Europa, a maioria dos hasidim de Belz foi morta. Aharon restabeleceu a dinastia em Kyriat Belz, um bairro hassídico em Jerusalém, Israel. Hoje Belz é uma das maiores dinastias hassídicas presentes em Israel, e também tem uma presença considerável na Inglaterra, Brooklyn, Nova Iorque e no Canadá.